# The Rolling Stones (음반)
《The Rolling Stones》는 영국의 록 밴드 롤링 스톤스의 데뷔 음반으로, 데카 레코드를 통해 영국에서 1964년 4월 16일 발매했다. 미국판은 조금 다른 곡을 싣고, 런던 레코드에서 1964년 3월 30일 《England's Newest Hit Makers》(한국어: 영국의 최신 히트 제조기)라는 부제가 붙어 발매했다.
앨범 커버 사진은 니콜라스 라이트가 찍었다. 이 표지에는 사진과 데코 로고 이외의 제목이나 식별 정보가 없다. 이는 앤드류 루그 올덤이 고안한 "전례 없는" 디자인 콘셉트다. 음반은 로버트 다이머리의 《죽기 전에 꼭 들어야 할 앨범 1001》에 수록되었다.

## 녹음
녹음은 1964년 4월 3일부터 4월 14일 까지 걸쳐, 런던의 리전트 사운드 스튜디오에서 이루어졌다. 그리고 앤드류 루그 올덤과 에릭 이스턴이 프로듀싱했다. 기간은 1964년 4월 3일부터 4월 14일까지 단체로 녹음했다.
대다수의 트랙은 R&B에 대한 밴드의 사랑을 반영한다. 믹 재거와 키스 리처즈(그의 예명은 1978년까지 성에서 "s"를 생략했다)는 1964년 초반까지 신인 작곡가였기 때문에 음반의 12곡 중 창작곡은 〈Tell Me (You 're Coming Back)〉밖에 없다. 두 곡은 "낸커 펠지"(1963년부터 1965년까지 그룹 작곡에 사용된 가명)로 표기했다. 녹음 세션에 공헌한 필 스펙터와 진 피트니는 펠지의 곡 〈Now I've Got a Witness〉에서 "필 삼촌과 진 삼촌"이라는 부제로 등장했다.

## 발매
음반은 영국에서 데카 레코드가 발매했고, 미국판은 런던 레코드 레이블로 발매했다. 발매 후, 《The Rolling Stones》는 1964년 영국에서 가장 많이 팔린 음반 중 하나가 되었고, 차트 정상에 12주간 머물렀다.
영국 오리지널판은 CD로 나왔으며 절판됐다. 2010년 11월 《The Rolling Stones 1964–1969》라는 한정판 비닐 박스 세트에 함께 수록되었고, 동시에 디지털 음원으로도 발매했다. 오리지널 타이틀은 또한 2016년 9월 30일에 발매한 《Rolling Stones in Mono CD box set》에 복원되어 출시했다. 이 음반은 스테레오 믹스가 만들어지지 않아 영국과 미국 모두 모노로만 출시되었다.

## 평가
| 전문가 평가 | 전문가 평가 |
| 평가 점수   | 평가 점수   |
| 출처        | 점수        |
| ----------- | ----------- |
| 올뮤직      | [ 5 ]       |

음반은 "환상적이며 훌륭하다"고 평가한 NME를 비롯해 다수의 언론에서 칭찬을 받았으나 멜로디 메이커 등 일부 비평가는 "견딜 수가 없다"며 비판했다. 빌 와이먼은 "우리들이 음악 잡지와 전국 신문에서 인터뷰를 받게 되자, 이 앨범이 중요한 이정표임을 깨달았다"고 자신의 저서에 쓰고 있다. 《죽기 전에 꼭 들어야 할 앨범 1001》에서는 "이 앨범을 통해 롤링 스톤스는 곡을 블루스 스타일로 만들어 더 강하고 더 빠르고 더 무시무시하게 만드는 식의 독자적인 방식을 확립했다."라고 쓰여져 있다.

## 곡 목록
| #  | 제목                                                        | 작사·작곡            | 재생 시간 |
| -- | ----------------------------------------------------------- | -------------------- | --------- |
| 1. | 〈Route 66〉                                                | 바비 트룹            | 2:20      |
| 2. | 〈I Just Want to Make Love to You〉                         | 윌리 딕슨            | 2:17      |
| 3. | 〈Honest I Do〉                                             | 지미 리드            | 2:09      |
| 4. | 〈I Need You Baby〉                                         | 보 디들리            | 3:33      |
| 5. | 〈Now I've Got a Witness (Like Uncle Phil and Uncle Gene)〉 | 낸커 펠지            | 2:29      |
| 6. | 〈Little by Little〉                                        | 낸커 펠지, 필 스펙터 | 2:39      |

| #   | 제목                             | 작사·작곡                                   | 재생 시간 |
| --- | -------------------------------- | ------------------------------------------- | --------- |
| 7.  | 〈I'm a King Bee〉               | 슬림 하포                                   | 2:35      |
| 8.  | 〈Carol〉                        | 척 베리                                     | 2:33      |
| 9.  | 〈Tell Me (You're Coming Back)〉 | 믹 재거, 키스 리처즈                        | 4:05      |
| 10. | 〈Can I Get a Witness〉          | 브라이언 홀랜드, 라몬트 도지어, 에디 홀랜드 | 2:55      |
| 11. | 〈You Can Make It If You Try〉   | 테드 자렛                                   | 2:01      |
| 12. | 〈Walking the Dog〉              | 루퍼스 토마스                               | 3:10      |

## 미국판
| 전문가 평가 | 전문가 평가 |
| 평가 점수   | 평가 점수   |
| 출처        | 점수        |
| ----------- | ----------- |
| 올뮤직      | [ 5 ]       |

이 음반은 밴드의 미국 데뷔 음반이며 1964년 5월 30일 런던 레코드를 통해 영국판 발매 이후 한 달 반이 지나 발표됐다. 원래 미국판의 《England's Newest Hit Makers》는 부제로 찍었으나, 후에는 공식 이름이 되었다.
〈Not Fade Away〉(밴드의 세 번째 영국 싱글의 A면)가 〈I Need You Baby〉를 대체했다. 〈Now I've Got a Witness (Like Uncle Phil and Uncle Gene)〉과 〈Tell Me (You're Coming Back)〉는 대부분의 미국판에서 〈Now I've Got a Witness〉와 〈Tell Me〉로 단축되었다. 《The Rolling Stones》는 발매와 동시에 미국에서 11위를 차지했으며 그 과정에서 골드를 받았다. 현재까지 롤링 스톤스가 빌보드 앨범 차트에서 5위 안에 들지 못한 유일한 미국 정규 음반이다.
음반은 2002년 8월에 공식적으로 《England's Newest Hit Makers》로 불렸고, ABKCO에 의해 새롭게 리마스터되어 CD와 SACD 디지팩으로 재발매됐다.

### 곡 목록
| #  | 제목                                | 작사·작곡            | 재생 시간 |
| -- | ----------------------------------- | -------------------- | --------- |
| 1. | 〈Not Fade Away〉                   | 버디 홀리, 노먼 페티 | 1:48      |
| 2. | 〈Route 66〉                        | 바비 트룹            | 2:20      |
| 3. | 〈I Just Want to Make Love to You〉 | 윌리 딕슨            | 2:17      |
| 4. | 〈Honest I Do〉                     | 지미 리드            | 2:09      |
| 5. | 〈Now I've Got a Witness〉          | 낸커 펠지            | 2:29      |
| 6. | 〈Little by Little〉                | 낸커 펠지, 필 스펙터 | 2:39      |

| #   | 제목                           | 작사·작곡                                   | 재생 시간 |
| --- | ------------------------------ | ------------------------------------------- | --------- |
| 7.  | 〈I'm a King Bee〉             | 제임스 무어                                 | 2:35      |
| 8.  | 〈Carol〉                      | 척 베리                                     | 2:33      |
| 9.  | 〈Tell Me〉                    | 믹 재거, 키스 리처즈                        | 4:05      |
| 10. | 〈Can I Get a Witness〉        | 브라이언 홀랜드, 라몬트 도지어, 에디 홀랜드 | 2:55      |
| 11. | 〈You Can Make It If You Try〉 | 테드 자렛                                   | 2:01      |
| 12. | 〈Walking the Dog〉            | 루퍼스 토마스                               | 3:10      |

## 참여 인원
롤링 스톤스
- 믹 재거 – 리드 보컬, 백 보컬, 〈Little by Little〉과 〈I'm a King Bee〉의 하모니카, 타악기
- 키스 리처즈 – 기타, 백 보컬
- 브라이언 존스 – 키타, 하모니카, 타악기, 백 보컬, 〈Walking The Dog〉의 공동 리드 보컬
- 빌 와이먼 – 베이스 기타, 백 보컬
- 찰리 와츠 – 드럼, 타악기

추가 인원
- 이언 스튜어트 – 오르간, 피아노
- 진 피트니 – 〈Little by Little〉의 피아노
- 필 스펙터 – 〈Little by Little〉의 마라카스

## 차트와 판매량
| 차트 (1964–65)                | 최고 순위 |
| ----------------------------- | --------- |
| 호주 (켄트 뮤직 리포트)       | 1         |
| 독일 앨범 (Offizielle 탑 100) | 2         |
| 영국 음반 (OCC)               | 1         |
| 미국 빌보드 200               | 11        |

| 연도 | 싱글              | 차트            | 순위 |
| ---- | ----------------- | --------------- | ---- |
| 1964 | 〈Not Fade Away〉 | 영국 싱글 (OCC) | 3    |
| 1964 | 〈Not Fade Away〉 | 빌보드 핫 100   | 48   |
| 1964 | 〈Tell Me〉       | 빌보드 핫 100   | 24   |